# Schoonspringen op de Olympische Zomerspelen 1980

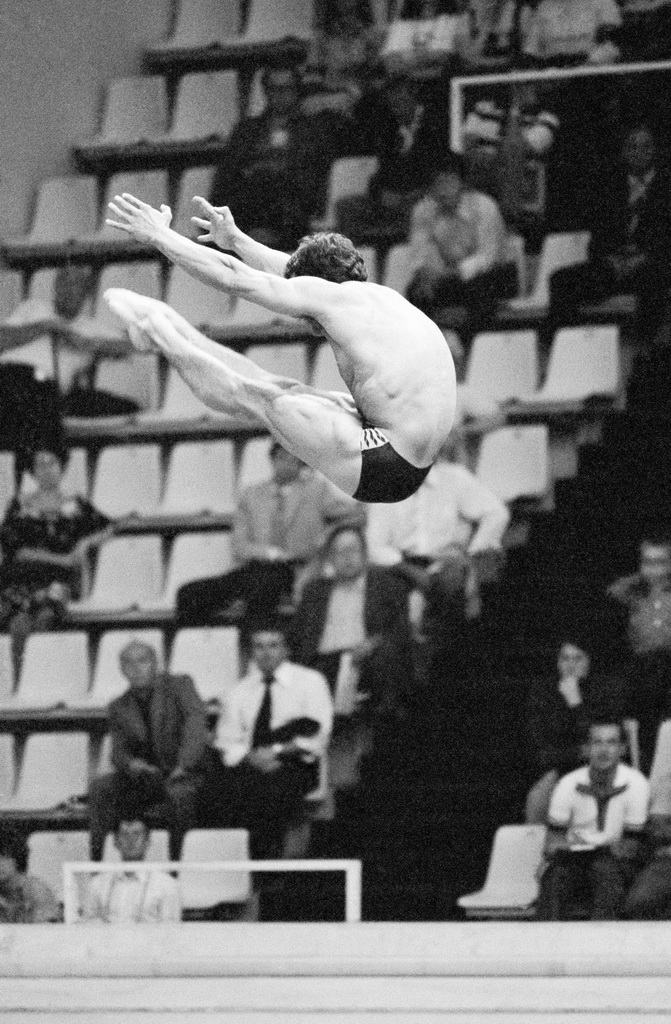
Zilveren medaillewinnaar Carlos Giron in actie tijdens de Olympische Zomerspelen 1980

Schoonspringen is een van de sporten die beoefend werden tijdens de Olympische Zomerspelen 1980 in Moskou.

## Heren

### 3 m plank
| rang   | sporter             | land | punten  |
| ------ | ------------------- | ---- | ------- |
| Goud   | Aleksandr Portnov   | URS  | 905.025 |
| Zilver | Carlos Giron        | MEX  | 892.140 |
| Brons  | Giorgio Cagnotto    | ITA  | 871.500 |
| 4      | Falk Hoffmann       | GDR  | 858.510 |
| 5      | Aleksandr Kosenkov  | URS  | 855.120 |
| 6      | Christopher Snode   | GBR  | 844.470 |
| 7      | Vjatsjeslav Trosjin | URS  | 820.050 |
| 8      | Ricardo Camacho     | ESP  | 749.340 |

### 10 m torenspringen
| rang   | sporter             | land | punten  |
| ------ | ------------------- | ---- | ------- |
| Goud   | Falk Hoffmann       | GDR  | 835.650 |
| Zilver | Vladimir Alejnik    | URS  | 819.705 |
| Brons  | David Ambartsoemjan | URS  | 817.440 |
| 4      | Carlos Giron        | MEX  | 809.805 |
| 5      | Dieter Waskow       | GDR  | 802.800 |
| 6      | Thomas Knuths       | GDR  | 783.975 |
| 7      | Sergej Nemtsanov    | URS  | 775.860 |
| 8      | Niki Stajković      | AUT  | 725.145 |

## Dames

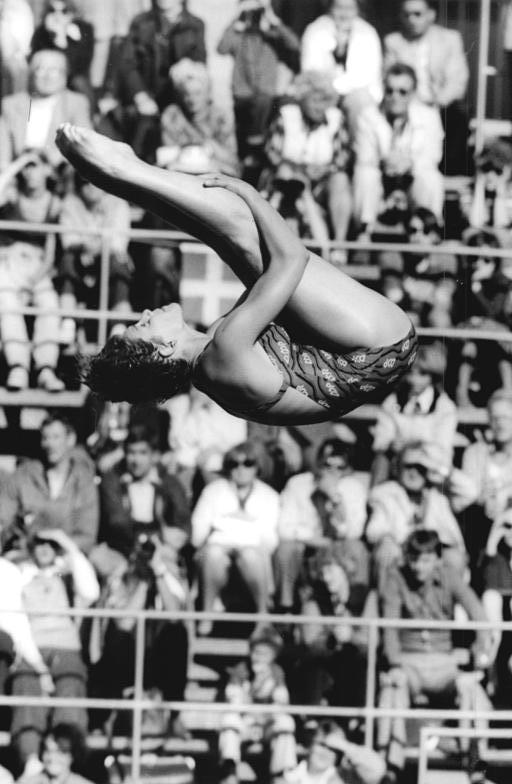
Martina Jäschke in actie tijdens de Olympische Zomerspelen 1980

### 3 m plank
| rang   | sporter              | land | punten  |
| ------ | -------------------- | ---- | ------- |
| Goud   | Irina Kalinina       | URS  | 725.910 |
| Zilver | Martina Proeber      | GDR  | 698.895 |
| Brons  | Karin Guthke         | GDR  | 685.245 |
| 4      | Zjanna Tsiroelnikova | URS  | 673.665 |
| 5      | Martina Jäschke      | GDR  | 668.115 |
| 6      | Valerie McFarlane    | AUS  | 651.045 |
| 7      | Irina Sidorova       | URS  | 650.265 |
| 8      | Lourdes González     | CUB  | 640.005 |

### 10 m torenspringen
| rang   | sporter             | land | punten  |
| ------ | ------------------- | ---- | ------- |
| Goud   | Martina Jäschke     | GDR  | 596.250 |
| Zilver | Servard Emirzjan    | URS  | 576.465 |
| Brons  | Liana Tsotadze      | URS  | 575.925 |
| 4      | Ramona Wenzel       | GDR  | 542.070 |
| 5      | Jelena Matjoesjenko | URS  | 540.180 |
| 6      | Elsa Tenorio        | MEX  | 539.445 |
| 7      | Valerie McFarlane   | AUS  | 499.785 |
| 8      | Ildikó Kelemen      | HUN  | 476.535 |

## Medaillespiegel
| rang   | land        | goud | zilver | brons | totaal |
| ------ | ----------- | ---- | ------ | ----- | ------ |
| 1      | Sovjet-Unie | 2    | 2      | 2     | 6      |
| 2      | DDR         | 2    | 1      | 1     | 4      |
| 3      | Mexico      | 0    | 1      | 0     | 1      |
| 4      | Italië      | 0    | 0      | 1     | 1      |
| totaal | totaal      | 4    | 4      | 4     | 12     |